# Octanoate
Un octanoate est un sel ou un ester de l'acide octanoïque, donc de formule semi-développée [CH3(CH2)6COO]nM ou CH3(CH2)6COOR.
On connaît notamment :
- l'octanoate d'étain (n = 2, M = Sn),
- l'octanoate de zirconium (n = 4, M = Zr) ;

et :
- l'octanoate de méthyle (R = CH3),
- l'octanoate d'éthyle (R = CH2CH3).